# Luísa Kiala
Luísa Kiala (Luanda, 25 gennaio 1982) è una pallamanista angolana.
Ha partecipato a quattro edizioni dei Giochi olimpici (2004, 2008, 2012 e 2016). Nel 2016 è stata la portabandiera dell'Angola alle Olimpiadi tenutesi a Rio de Janeiro.
Anche la sorella Marcelina Kiala e la sorellastra Natália Bernardo sono pallamaniste.

## Palmarès

### Nazionale
- Campionato africano

 Oro: Marocco 2002, Egitto 2004, Tunisia 2006, Angola 2008, Egitto 2010, Marocco 2012, Angola 2016
 Bronzo: Algeria 2014
- Giochi panafricani

 Oro: Maputo 2011